# 14277 Parsa
14277 Parsa este un asteroid din centura principală de asteroizi.

## Descriere
14277 Parsa este un asteroid din centura principală de asteroizi. A fost descoperit pe 2 februarie 2000 la Socorro, New Mexico, în cadrul proiectului LINEAR. Asteroidul prezintă o orbită caracterizată de o semiaxă mare de 2,80 ua, o excentricitate de 0,05 și o înclinație de 3,9° în raport cu ecliptica.